# Altfraunhofen
Altfraunhofen è un comune tedesco di 2 071 abitanti, situato nel land della Baviera.